# Stenomax
Stenomax är ett släkte av skalbaggar som beskrevs av Allard 1876. Stenomax ingår i familjen svartbaggar.
Släktet innehåller bara arten Stenomax aeneus.

## Bildgalleri

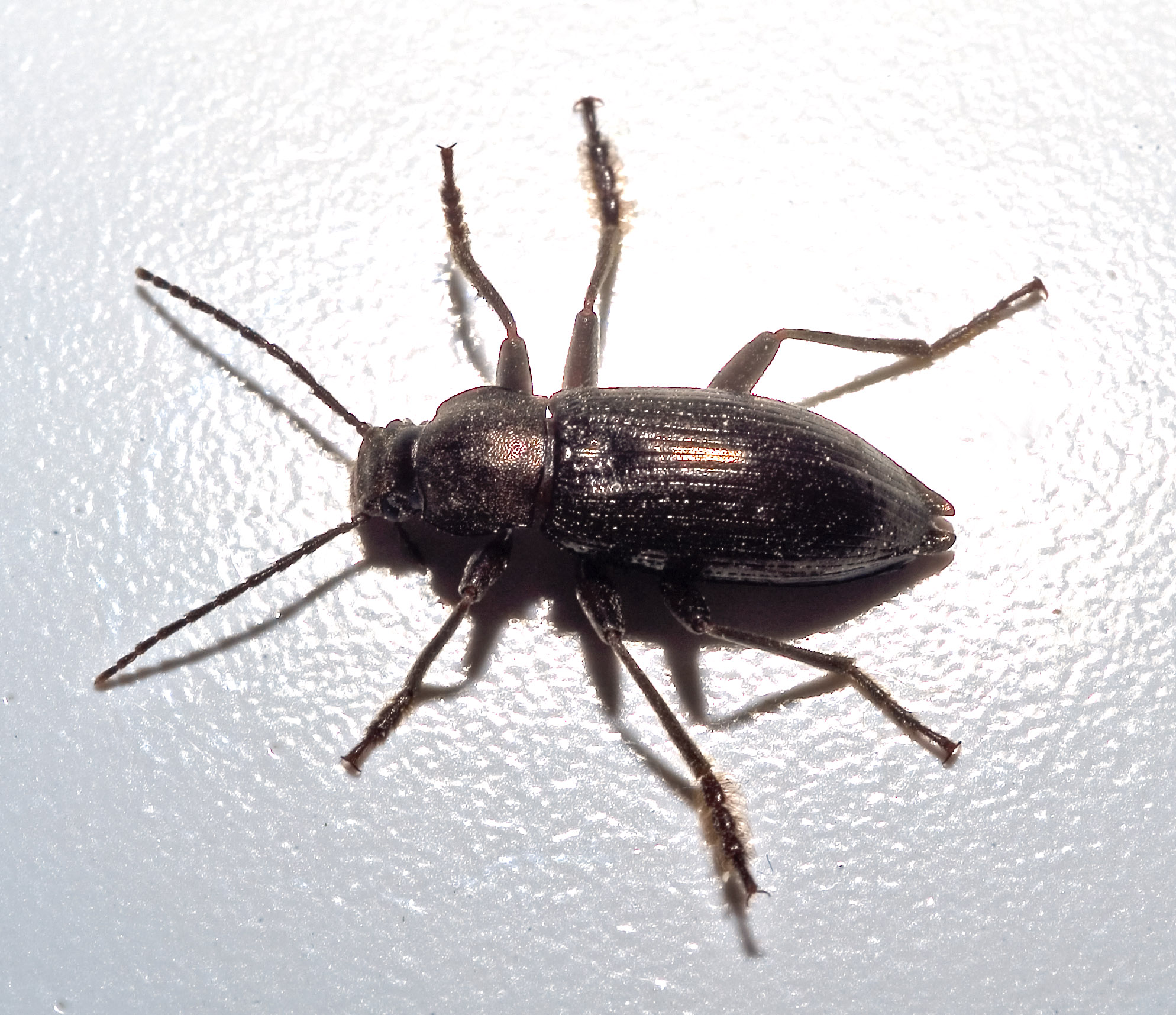